# Leo Keller (Architekt)
Leo Keller (* 1895 in Wien; † 1966 in Wels) war ein österreichischer Architekt.

## Leben und Wirken
Leo Keller studierte Architektur bei Hermann Aichinger an der TU Wien. In den 1920er-Jahren übersiedelte er nach Wels und war dort als Architekt tätig, wo er auch sein eigenes Büro gründete. Er arbeitete außerdem für das Stadtbauamt Wels. Keller war einer der führenden Architekten der Moderne und der Heimatschutzarchitektur in Oberösterreich.
Achleitner lobt Keller an mehreren Stellen, insbesondere die Welser Turnhalle zeige das Niveau des Architekten, auch könne die Wohnhausanlage in der Dr.-Schauer-Straße mit den gleichzeitigen Gemeindebauten in Wien konkurrieren.

## Werke

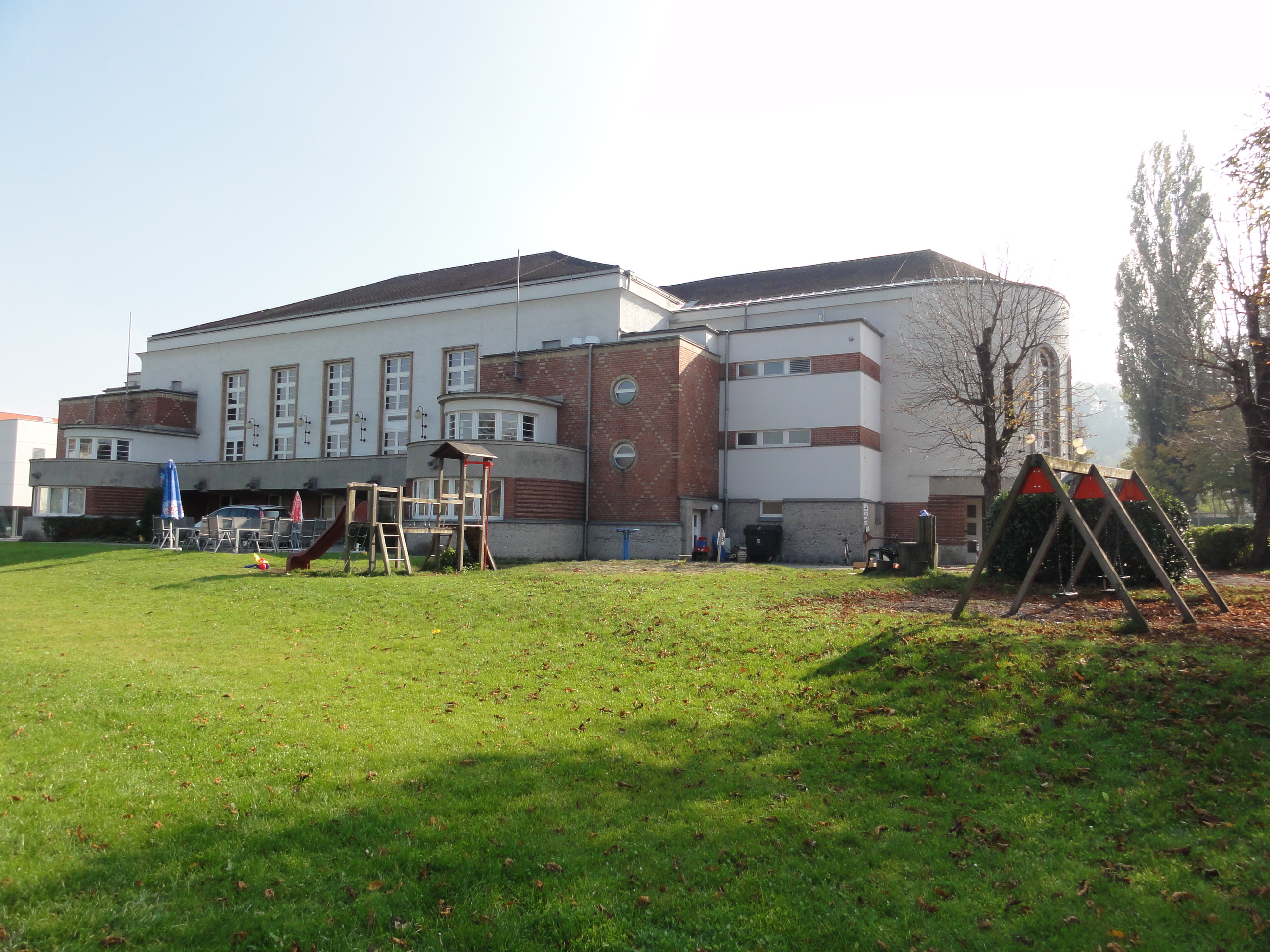
Moritz-Etzold-Turnhalle, Wels

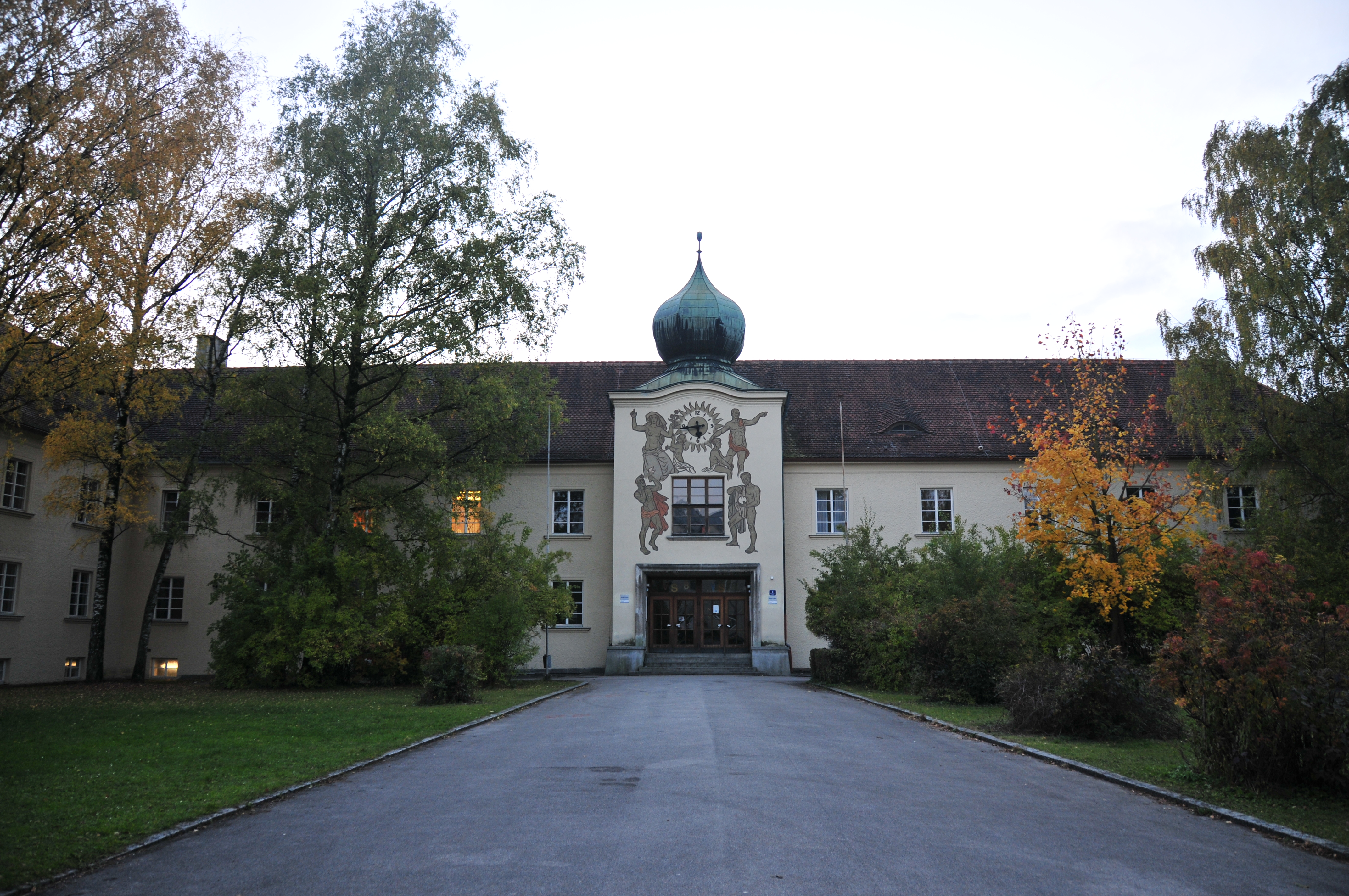
Volksschule Vogelweide, Wels

- 1927–30: Moritz-Etzold-Turnhalle, Wels Volksgartenstraße
- 1928 Wohnhausanlage Dr.-Schauer-Straße 12–18, Wels
- 1928: Wohn- und Geschäftshaus Bahnhofstraße 15, Wels
- 1928: Zubau Villa Ploberger (Lebensspuren-Museum), Wels
- 1929: Jahnturnhalle St. Pölten
- 1934: Villa Bochsleitner, Wels (gemeinsam mit Franz Steinbacher)
- 1930–39: Siedlung Vogelweide, Wels (gemeinsam mit Franz Sattler)
- 1952: Volksschule Vogelweide, Wels Dr.-Breitwieser-Straße
- Planungen für den Welser Stadtteil Noitzmühle